# Edwin Denninger
 (octobre 2017).
Si vous disposez d'ouvrages ou d'articles de référence ou si vous connaissez des sites web de qualité traitant du thème abordé ici, merci de compléter l'article en donnant les références utiles à sa vérifiabilité et en les liant à la section « Notes et références ».
Edwin Denninger, est un guitariste et chanteur de blues français d'origine australienne[réf. nécessaire]. Edwin Denninger est auteur-compositeur-interprète et chante en anglais. Il fait partie de la nouvelle veine blues-rock moderne. Son style est un mélange entre le blues, le funk, le rock et la soul.

## Biographie
Edwin Denninger a habité très tôt au Maghreb (Tunisie et Maroc) et c'est à l'âge de 13 ans qu'il découvre et commence la guitare après avoir entendu Jimi Hendrix sur un disque de son père. Il travaille alors en autodidacte en apprenant tous les plans du maître. Autre choc musical quelque temps après: la découverte du guitariste-chanteur Stevie Ray Vaughan qui deviendra sa plus grande influence. S'ensuit tout un travail d'écoute des grands bluesmens tels que BB King, Albert King, Buddy Guy, Albert King, Luther Allison, Muddy Waters, Bernard Allison, Lucky Peterson... mais aussi Prince, Ben Harper, Keziah Jones qui permettront à Edwin de se forger son propre style. D'ailleurs, le guitariste de blues américain Bernard Allison avec qui Edwin est en contact régulier, lui donna des conseils sur une approche du blues plus moderne.
Basé à Aix-en-Provence, dans le sud de la France, Edwin Denninger se fait vite remarquer par son jeu et joue dans de nombreux clubs et festivals de blues. Il a ainsi eu l'opportunité de partager la scène et jouer avec Matthieu Chedid, Bernard Allison, Angela Brown et Boney Fields...
En 2007, la presse du sud est de la France a placé Edwin Denninger dans le Top 10 des plus populaires et talentueux artistes du sud de la France[réf. nécessaire].
Depuis 2007, il s'est forgé une très bonne réputation à travers les clubs et festivals en Allemagne et au Benelux[réf. nécessaire].

## Discographie
- Blues at the funk time (demo 2004)
- Welcome 2 my world (promotional demo 2006 produced by La Fonderie-aix)